# Sam Steel
Pour les articles homonymes, voir Steel.
Sam Steel (né le 3 février 1998 à Sherwood Park dans la province de l'Alberta au Canada) est un joueur professionnel canadien de hockey sur glace. Il évolue au poste de centre.

## Biographie
Steel est sélectionné au 1er tour, 2e choix au total, par les Pats de Regina au repêchage de la LHOu 2013. Il commence la saison 2013-2014 dans le Midget AAA de l'Alberta et dispute un match avec les Crusaders de Sherwood Park dans l'AJHL. Il termine la campagne 2013-2014 en disputant ses cinq premières parties en carrière avec les Pats.
À la fin de la saison 2015-2016, Steel qui est classé au 30e rang par la Centrale de recrutement de la LNH est repêché à la même position par les Ducks d'Anaheim. Le 21 décembre 2016, il signe son contrat d'entrée de trois ans avec les Ducks.
Il conclut la saison 2016-2017 au 1er rang des marqueurs de la LHOu avec un total de 131 points et obtient le Trophée commémoratif des quatre Broncos à titre de joueur de l'année.

## Statistiques

### En club
| Saison     | Équipe                     | Ligue      |     | Saison régulière | Saison régulière | Saison régulière | Saison régulière | Saison régulière |    | Séries éliminatoires | Séries éliminatoires | Séries éliminatoires | Séries éliminatoires | Séries éliminatoires |
| Saison     | Équipe                     | Ligue      | PJ  | B                | A                | Pts              | Pun              | PJ               | B  | A                    | Pts                  | Pun                  |                      |                      |
| 2013-2014  | Crusaders de Sherwood Park | AJHL       | 1   | 0                | 0                | 0                | 0                | -                | -  | -                    | -                    | -                    |                      |                      |
| 2013-2014  | Pats de Regina             | LHOu       | 5   | 0                | 0                | 0                | 0                | 2                | 0  | 0                    | 0                    | 0                    |                      |                      |
| 2014-2015  | Pats de Regina             | LHOu       | 61  | 17               | 37               | 54               | 16               | -                | -  | -                    | -                    | -                    |                      |                      |
| 2015-2016  | Pats de Regina             | LHOu       | 72  | 23               | 47               | 70               | 24               | 12               | 6  | 10                   | 16                   | 4                    |                      |                      |
| 2016-2017  | Pats de Regina             | LHOu       | 66  | 50               | 81               | 131              | 40               | 23               | 11 | 19                   | 30                   | 8                    |                      |                      |
| 2017-2018  | Pats de Regina             | LHOu       | 54  | 33               | 50               | 83               | 18               | 7                | 1  | 10                   | 11                   | 2                    |                      |                      |
| 2018-2019  | Ducks d'Anaheim            | LNH        | 22  | 6                | 5                | 11               | 8                | -                | -  | -                    | -                    | -                    |                      |                      |
| 2018-2019  | Gulls de San Diego         | LAH        | 53  | 20               | 21               | 41               | 24               | -                | -  | -                    | -                    | -                    |                      |                      |
| 2019-2020  | Ducks d'Anaheim            | LNH        | 65  | 6                | 16               | 22               | 20               | -                | -  | -                    | -                    | -                    |                      |                      |
| 2020-2021  | Ducks d'Anaheim            | LNH        | 42  | 6                | 6                | 12               | 8                | -                | -  | -                    | -                    | -                    |                      |                      |
| 2021-2022  | Ducks d'Anaheim            | LNH        | 68  | 6                | 14               | 20               | 16               | -                | -  | -                    | -                    | -                    |                      |                      |
| 2022-2023  | Wild du Minnesota          | LNH        | 65  | 10               | 18               | 28               | 18               | 5                | 1  | 1                    | 2                    | 2                    |                      |                      |
| 2023-2024  | Stars de Dallas            | LNH        | 77  | 9                | 15               | 24               | 29               | 19               | 1  | 4                    | 5                    | 2                    |                      |                      |
| Totaux LNH | Totaux LNH                 | Totaux LNH | 339 | 43               | 74               | 117              | 99               | 24               | 2  | 5                    | 7                    | 4                    |                      |                      |

### En équipe nationale
| Année | Équipe     | Compétition                 |   | PJ | B | A | Pts | Pun           |  | Résultat |
| 2015  | Canada U20 | Défi mondial -17 ans        | 5 | 1  | 2 | 3 | 4   | 7e place      |  |          |
| 2015  | Canada U18 | Ivan Hlinka -18 ans         | 4 | 1  | 2 | 3 | 2   | Médaille d'or |  |          |
| 2018  | Canada U20 | Championnat du monde junior | 7 | 4  | 5 | 9 | 0   | Médaille d'or |  |          |